# Les Lampes à pétrole
Pour plus de détails, voir Fiche technique et Distribution.
Les Lampes à pétrole (Petrolejové lampy) est un film tchécoslovaque réalisé par Juraj Herz, sorti en 1971.

## Synopsis
En 1900, Stepha, jeune fille riche, accepte d'épouser son cousin Pavel qui a accumulé les dettes. Mais celui-ci refuse de consommer le mariage ou de travailler et sa santé décline rapidement.

## Fiche technique
- Titre : Les Lampes à pétrole
- Titre original : Petrolejové lampy
- Réalisation : Juraj Herz
- Scénario : Meir Dohnal, Juraj Herz et Václav Sasek d'après le roman de Jaroslav Havlíček
- Musique : Luboš Fišer
- Photographie : Dodo Simoncic
- Montage : Jaromír Janácek
- Société de production : Filmové studio Barrandov
- Société de distribution : Filmaco (États-Unis)
- Pays :  Tchécoslovaquie
- Genre : Drame et historique
- Durée : 101 minutes
- Dates de sortie : 
  -  Tchécoslovaquie : 5 novembre 1971

## Distribution
- Iva Janžurová : Stepa Kilianova
- Petr Čepek : Pavel
- Marie Rosulková : Matka
- Ota Sklencka : Otec
- Vladimir Jedenáctik : Malina
- Karel Chromík : Vetter Jan
- Jana Plichtová : Manka
- Evelyna Steimarová : Karla
- Karel Cernoch : Synacek
- Stanislav Remunda : Groman
- Jan Schánilec : Jirí
- Míla Myslíková : Hilmarová
- Josef Cervinka : Hilmar
- Karel Augusta : Lékar
- Václav Vondrácek : Machon
- Marie Hübschová : la mère Eliscima
- Václav Halama : Kocí
- Petra Kodýmová : la fille de Pavel
- Marie Motlová : Jeptiska
- Václav Stekl : Mourek
- Jaroslav Blažek : le conseiller Trakl

## Distinctions
Le film a été présenté en sélection officielle en compétition au Festival de Cannes 1972.